# Intrepid Pictures
Intrepid Pictures — це американська незалежна кіно та телевізійна компанія, яка займається створенням високого комерційного контенту для загальносвітової аудиторії. Була заснована у 2004 році Тревором Мейсі та Марком Д. Евансом, зараз нею керують Тревор Мейсі та Майк Фланаган. Компанія розташована в Лос-Анджелесі, Каліфорнія.

## Історія
Компанія Intrepid Pictures була заснована в 2004 році засновниками та співдиректорами Тревором Мейсі та Марком Д. Евансом. Мейсі працював єдиним генеральним директором до 2019 року, після чого Майк Фланаган приєднався до компанії як партнер.
До створення Intrepid Еванс і Мейсі працювали в Revolution Studios і Propaganda Films відповідно. Еванс провів 4 роки в Revolution Studios як фінансовий директор з 2000 по 2004 , тоді як Мейсі пропрацював 2 роки як головний операційний директор Propaganda Films і незалежно продюсував Auto Focus . 
Через рік після створення компанії Роуг підписав угоду з Intrepid про спільне виробництво, співфінансування та розповсюдження фільмів у партнерстві з Universal Studios, тодішньою материнською компанією Роуга, протягом п’яти років.  Потім компанія дебютувала з Waist Deep у 2006 році, який критично провалився, але отримав 21,35 мільйона доларів у всьому світі.
У лютому 2011 року Мелінду Нісіоку було прийнято на посаду координатора, а з вересня 2016 року вона є новим віце-президентом із розвитку. 
Після спіткнень група прорвалася з Незнайомці. У травні 2012 року FilmDistrict придбала права на зйомку фільму, який потім став Окулус. Невдовзі 11 квітня 2013 року фільм вийшов на екрани, отримавши комерційний і критичний успіх, заробивши 44 мільйони доларів понад 5 мільйонів доларів бюджету та отримавши позитивні відгуки. У червні 2015 року Медіафонд Лос-Анджелеса спільно профінансував Байбаймен, який виник за сценарієм Джонатана Пеннера а STX Entertainment придбала фільм у грудні.
Найвідомішими останніми релізами Intrepid є визнані критиками фільми Тиша, Сомнія, Віджа: Походження зла і Гра Джеральда, усі з Фланаганом, постійним співробітником Intrepid, а тепер і партнером.
У січні 2018 року Intrepid і Мейсі оголосили про свою участь у фільмі «Доктор Сон», продовженні культового фільму жахів «Сяйво » для Warner Brothers.
У лютому 2019 року було оголошено, що Фланаган офіційно приєднався до Intrepid як партнер, і що Intrepid уклав загальну угоду з Netflix щодо створення телесеріалів. У рамках цієї загальної угоди Netflix замовив оригінальний серіал Опівнічна меса у липні 2019 року.

## Фільмографія
| Дата випуску           | Назва                     | Директор          | Дистриб'ютор             |
| ---------------------- | ------------------------- | ----------------- | ------------------------ |
| 23 червня 2006 року    | Перехоплення              | Вонді Кертіс-Голл | Розбійні картинки        |
| 10 листопада 2006 року | Повернення                | Асіф Кападія      | Розбійні картинки        |
| 19 січня 2007 року     | Попутник                  | Дейв Мейерс       | Розбійні картинки        |
| 29 серпня 2007 року    | Кулі люті                 | Роберт Бен Гарант | Розбійні картинки        |
| 14 березня 2008 року   | Судний день               | Ніл Маршалл       | Розбійні картинки        |
| 30 травня 2008 року    | Незнайомці                | Браян Бертіно     | Розбійні картинки        |
| 10 лютого 2012 року    | Код доступу «Кейптаун»    | Даніель Еспіноса  | Universal Pictures       |
| 27 квітня 2012 року    | Ворон                     | Джеймс МакТейг    | Relativity Media         |
| 7 вересня 2012 року    | Серед білого дня          | Мабрук Ель Мечрі  | Summit Entertainment     |
| 9 квітня 2013 року     | Одержима                  | Сонні Маллі       | Millennium Entertainment |
| 11 квітня 2014 року    | Окулус                    | Майк Фланаган     | Медіа відносності        |
| 8 квітня 2016 року     | Тиша                      | Майк Фланаган     | Netflix                  |
| 21 жовтня 2016 року    | Віджа: Походження зла     | Майк Фланаган     | Універсальні картинки    |
| 13 січня 2017 року     | Байбаймен                 | Стейсі Назва      | STX Entertainment        |
| 2 червня 2017 року     | Добаара: Бачи своє зло    | Правал Раман      | Кінофільми B4U           |
| 29 вересня 2017 року   | Гра Джеральда             | Майк Фланаган     | Netflix                  |
| 5 січня 2018 року      | Сомнія                    | Майк Фланаган     | Netflix                  |
| 9 березня 2018 року    | Незнайомці: Жорстокі ігри | Йоханнес Робертс  | Aviron Pictures          |
| 18 жовтня 2019 р       | Елі                       | Сіаран Фой        | Netflix                  |
| 8 листопада 2019 р     | Доктор Сон                | Майк Фланаган     | Warner Bros. Pictures    |